# 프랑스의 얼굴 가리기 금지법
공공장소에서 얼굴 가리기 금지 법(프랑스어: Loi interdisant la dissimulation du visage dans l'espace public, 영어: Act prohibiting concealment of the face in public space, French ban on face covering)은 2010. 7. 13. 하원, 2010. 9. 14. 상원의 의결을 통해 시행 중이다. 이 법에 따르면 공공장소에서 얼굴을 가리는 행위는 일반적으로 금지된다. 종교 시설, 카니발 등의 공식 행사, 모터싸이클 탑승, 보안 행위 등의 경우에 예외적으로 허용된다.
공공장소에서 얼굴을 가리면 최대 150유로의 벌금형에 처해지거나 교육 처분에 처해지거나 병과될 수 있다. 이러한 행위를 강제하면 30,000유로의 벌금형과 1년의 징역/금고형에 처해지며 17세 아래의 사람에게 강제하면 그 형이 두 배로 높아진다.

## 같이 보기
- 이슬람과 의복(영어판)
- 이슬람과 여성(영어판)
- 히잡
  - 부르카
  - 니캅
  - 차도르
- 국가별 히잡(영어판)
- 유럽내 이슬람(영어판)
  - 유라비아
- 터키의 머리쓰개 금지 논란